# Mazarredia
Mazarredia is een geslacht van rechtvleugeligen uit de familie doornsprinkhanen (Tetrigidae). De wetenschappelijke naam van dit geslacht is voor het eerst geldig gepubliceerd in 1887 door Ignacio Bolívar.

## Soorten
Het geslacht Mazarredia omvat de volgende soorten:
- Mazarredia africana Bolívar, 1909
- Mazarredia annamensis Günther, 1939
- Mazarredia arcusihumeralia Zheng, Li & Shi, 2003
- Mazarredia bamaensis Deng, Zheng & Wei, 2007
- Mazarredia bolivari Blackith & Blackith, 1987
- Mazarredia brachynota Zheng, 2005
- Mazarredia celebica Bolívar, 1887
- Mazarredia cervina Walker, 1871
- Mazarredia chishuia Zheng & Li, 2006
- Mazarredia consocia Walker, 1871
- Mazarredia convexa Deng, Zheng & Wei, 2007
- Mazarredia cristulata Bolívar, 1902
- Mazarredia curvimarginia Zheng, 1998
- Mazarredia gemella Bolívar, 1887
- Mazarredia gibbosa Bolívar, 1898
- Mazarredia gongshanensis Zheng & Ou, 2003
- Mazarredia guangxiensis Zheng, 1998
- Mazarredia heishidingensis Zheng, 2005
- Mazarredia huanjiangensis Zheng & Jiang, 1994
- Mazarredia interrupta Zheng, 2003
- Mazarredia jiangxiensis Zheng & Shi, 2009
- Mazarredia jinxiuensis Zheng, 2003
- Mazarredia lochengensis Zheng, 2005
- Mazarredia longipennioides Zheng & Ou, 2010
- Mazarredia longipennis Zheng, Jiang & Liu, 2005
- Mazarredia longshengensis Zheng & Jiang, 1998
- Mazarredia maoershanensis Zheng, Shi & Mao, 2010
- Mazarredia nigripennis Deng, Zheng & Wei, 2007
- Mazarredia nigritibia Zheng & Ou, 2011
- Mazarredia ophthalmica Bolívar, 1909
- Mazarredia parabrachynota Zheng & Ou, 2010
- Mazarredia planitarsus Hancock, 1907
- Mazarredia platynota Zheng & Ou, 2010
- Mazarredia rufipes Stål, 1877
- Mazarredia serrifenzura Cao & Zheng, 2011
- Mazarredia sfrictivertex Deng, Zheng & Wei, 2007
- Mazarredia singlaensis Hancock, 1915
- Mazarredia sobria Walker, 1871
- Mazarredia torulosinota Zheng & Jiang, 2005
- Mazarredia xizangensis Zheng & Ou, 2010
- Mazarredia cephalica Haan, 1842
- Mazarredia oculatus Hancock, 1913